# Лутовиновы
Лутови́новы — несколько дворянских родов.
В Гербовник внесены две фамилии Лутовиновых:
1. Потомство Ивана Ивановича Лутовинова вёрстанного поместным окладом (1572). Трофим Иванович Лутовинов, прозванный Мясоед, послан от бояр и земских чинов в Казань к митрополиту Ефрему и ко всем чинам казанским с грамотой, призывавшей их в Москву для избрания на престол государя (1613). Его сыновья Марк и Максим Алексеевич воеводы при царе Алексее Михайловиче. Род Лутовиновых внесён в VI и II части Дворянской родословной книги Курской, Новгородской, Орловской, Полтавской, Тверской и Тульской губерний Российской империи. (Гербовник, VIII, 20).
2. Потомство Алексея Иванова Лутовинов за которым в 1628 году состояли поместья,  внесён в VI часть родословной книги Воронежской губернии (Герб Часть VIII. № 68)[1].

При подаче документов (11 января 1687) для внесения рода в Бархатную книгу, была предоставлена родословная роспись Лутовиновых.
- Тургенева, Варвара Петровна, (урождённая Лутовинова 1787—1850) — мать писателя И. С. Тургенева.

## Описание гербов

#### Герб Лутовиновых 1785 г.
В Гербовнике Анисима Титовича Князева имеется печать с гербом Ивана Андреевича Лутовинова: в щите, имеющего синее поле, изображен золотой лев, выходящий из красной стены, который держит в лапах кольцо и пять таких же колец надеты на хвост. Щит увенчан коронованным дворянским шлемом с клейнодом. Нашлемник - голова льва с раскрытой пастью, обращенная в левую сторону. Цветовая гамма намёта не определена.

#### Герб. Часть III. № 20.
Герб потомства Ивана Ивановича Лутовинова: щит разделен двумя диагональными чертами от верхних углов к середине щита и одной перпендикулярно вниз на три части, из которых в верхнем, золотом поле. находится змий с красными крыльями, держащий во рту масленичную ветвь. В правом, красном поле, виден выходящий из серебряной городской стены лев, который в лапах держит кольцо и три таких же надеты на хвост (польский герб Правдзиц). В левом, голубом поле. летящий чёрный орел, имеет во рту золотой перстень, а в лапах серебряную подкову (польский герб Слеповрон). Щит увенчан дворянским шлемом и короной, на поверхности которой до половины выходит лев с мечом. Намёт на щите золотой, подложенный голубым и красным. Щитодержатели: два воина, один в латах с копьём, а другой в татарском одеянии, имеющий в руке лук, а за плечами колчан со стрелами.

#### Герб. Часть VIII. № 68.
Герб потомства Алексея Ивановича Лутовинова: в щите, разделённом надвое, в верхней половине в голубом поле изображён золотой крест и под ним серебряная луна, рогами вверх (польский герб Лелива). В нижней золотой половине крестообразно положены копьё и карабин.
Щит увенчан дворянскими шлемом и короной. Нашлемник: три страусовых пера, на середине коих видна золотая шестиугольная звезда. Намёт на щите голубой, подложенный серебром. Герб рода Лутовиновых, потомства Алексея Иванова Лутовинова, внесён в Часть 8 Общего гербовника дворянских родов Всероссийской империи, стр. 68.

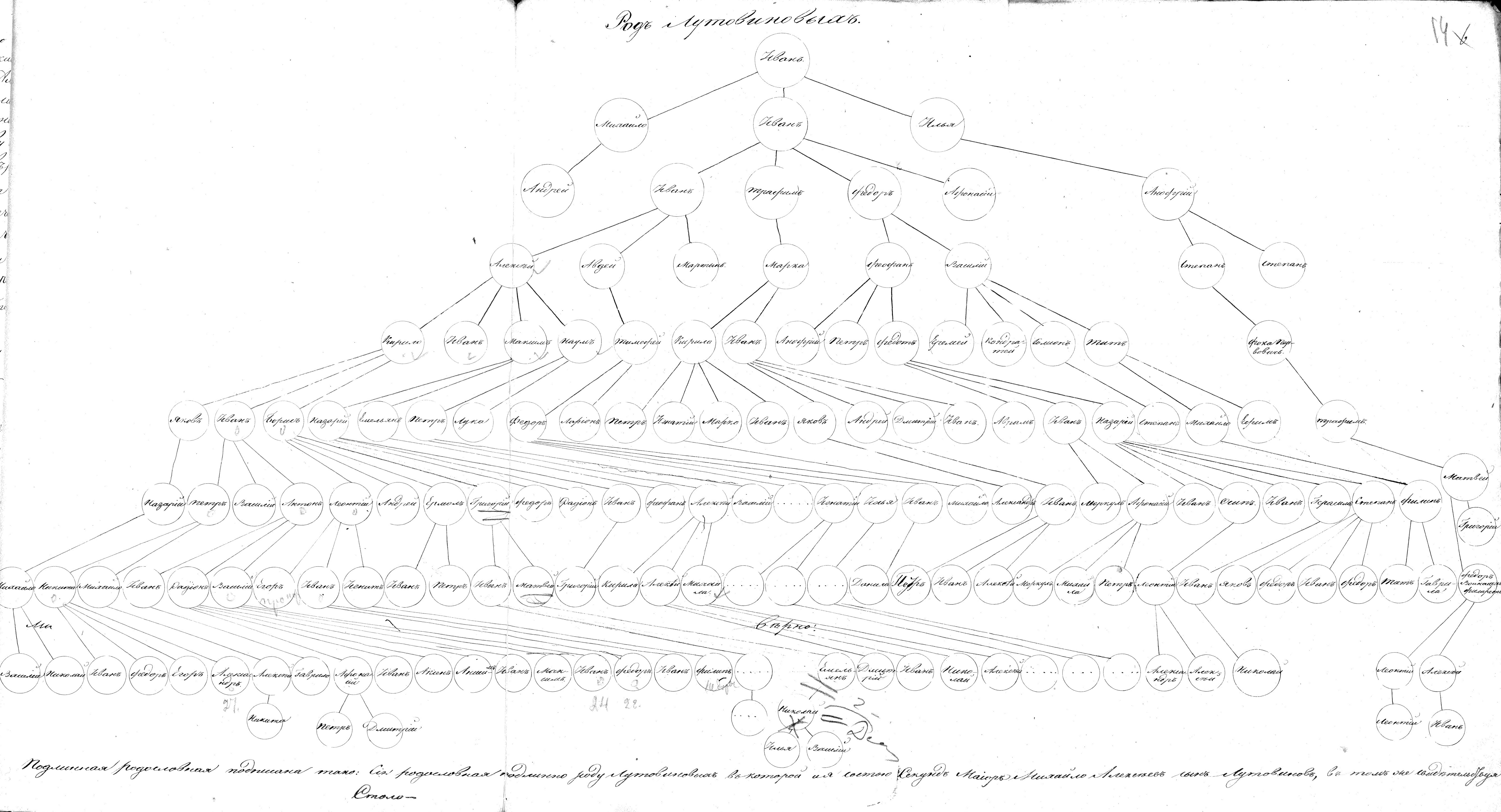
Родословное древо Лутовиновых

## Известные представители
- Лутовиновы: Алексей Иванович и Первой Степанович — Мценские городовые дворяне (1627—1629).
- Лутовинов Стефан Ефимович — воевода в Кетском остроге (1652—1656) (два раза).
- Лутовинов Иван — воевода в Салтове (1677—1678).
- Лутовинов Иван Маркович — московский дворянин (1672), воевода в Короче (1683), стольник (1692).
- Лутовиновы: Марк Трофимов и Марк Мясоедов — московские дворяне (1676—1678).
- Лутовинов Фёдор Матвеевич — стряпчий (1682—1692).
- Лутовинов Кирилл Маркович — стряпчий (1678), стольник (1687—1692).
- Лутовинов Василий Елисеевич —  стряпчий (1692), стольник (1693)[5][6].
- Лутовинов — прапорщик Нижегородского пехотного полка, убит в сражении при Смоленске (4–7 августа 1812), его имя занесено на стену храма Христа Спасителя в Москве[1].